# 尾上健一
尾上健一（おがみ けんいち、1947年  - ）は、チュチェ思想研究会の創設メンバーの一人であり、チュチェ思想国際研究所の事務局長を務める
。

## 人物
- 長崎県五島列島の出身で、中学卒業後、三菱重工業神戸造船所に勤務した。1965年に兵庫県立東神戸高等学校定時制課程に入学、1968年に同校を卒業した[3]。群馬大学医学部に入学したが、中退。
- 1978年より、チュチェ思想国際研究所事務局次長・事務局長を務める[3]。
- 1988年に白峰社という出版・印刷会社を設立し、自らもチュチェ思想関連の書籍を出版している。
- 21世紀自主フォーラム世話人[3]。
- 2011年1月8日、那覇市の沖縄県立博物館・美術館で開催された、沖縄チュチェ思想研究所連絡会主催（チュチェ思想国際研究所後援）の「チュチェ思想新春セミナー」に参加[4]。
- 2017年2月16日、国際金正日賞を受賞[5]。

## 主な著作
- 『自主の道―日本の進路への新しい提起』（尾上健一、1987年、五月書房）
- 『金正日主義入門』（尾上健一、1995年、白峰社）
- 『自主の社会―民が主人、愛で結ぶ―』（尾上健一、1995年、白峰社）
- 『21世紀の選択』（尾上健一、1997年、健友館）
- 『明日を拓く―広がり根づくチュチェ思想』（尾上健一、2000年、白峰社）
- 『人間を愛し明日に生きる』（尾上健一、2010年、白峰社）
- 『自主・平和の思想―民衆主体の社会主義を史上はじめてきずく朝鮮とその思想を研究し実践に適用するための日本と世界における活動―』（尾上健一、2015年、白峰社）